# Робертсон, Нил

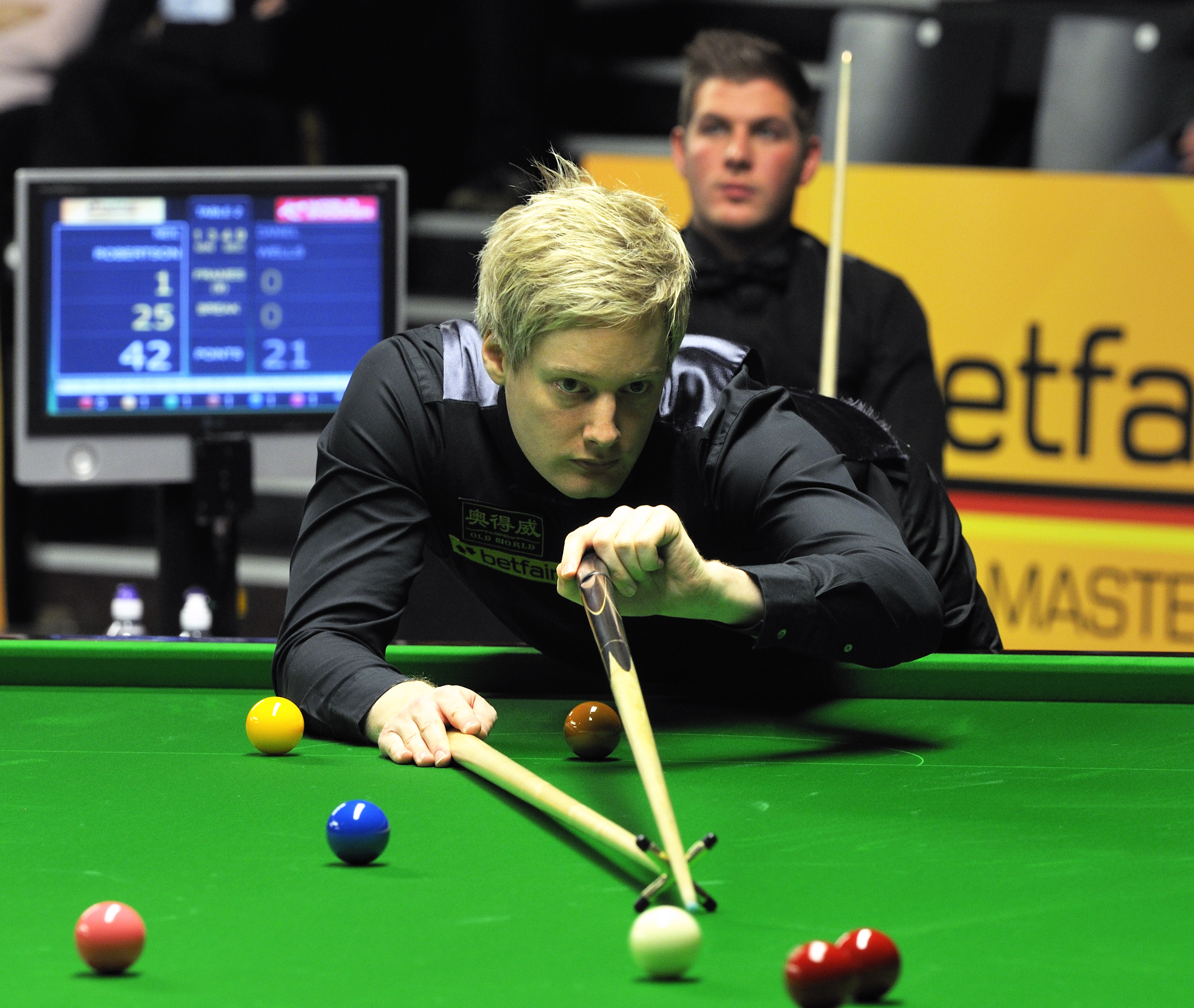
Нил Ро́бертсон (2013).

Нил Ро́бертсон (англ. Neil Robertson; род. 11 февраля 1982, Мельбурн) — австралийский профессиональный игрок в снукер. Чемпион мира 2010 года. Член Зала славы снукера с 2013 года.
Робертсон — первый австралиец, ставший «полноценным» чемпионом мира (чемпионство Хорэса Линдрума 1952 года многими не принимается, поскольку в чемпионате из-за бойкота не участвовали ведущие игроки), а также первый австралиец — чемпион Мастерс (2012) и единственный снукерист, выигравший два рейтинговых турнира мэйн-тура в сезонах 2006/07 и 2009/10. В декабре 2013 года выиграл чемпионат Британии и стал восьмым игроком в истории снукера, который сумел выиграть три главных турнира игры (чемпионат мира, чемпионат Британии и Мастерс). Робертсон победил в 13 из 15 финалах профессиональных турниров, в которых участвовал. Также в первых 9 телевизионных финалах подряд. Левша.

## Карьера

### Начало
Нил Робертсон стал увлекаться снукером ещё в детстве, поскольку его отец был руководителем снукерного зала в Риндвуде. В возрасте 14 лет он сделал свой первый сенчури брейк, а в 17 лет дошёл до третьего квалификационного раунда чемпионата мира.
В июле 2003 года Робертсон одержал победу на юниорском чемпионате мира для игроков до 21 года, проходящем в Новой Зеландии. Благодаря этой победе он получил уайлд-кард от WPBSA на участие в мэйн-туре. В 2003 году он также выиграл квалификационный турнир за получение уайлд-кард на Мастерс 2004, обыграв Джимми Уайта со счётом 6:2.

### Сезон 2004/05
В сезоне 2004/05 он вошёл в топ-32. На протяжении сезона ему удалось выйти в финальные стадии шести из восьми турниров при том, что в каждом из турниров ему приходилось играть как минимум 2 квалификационных матча. На чемпионате мира 2005 года Робертсон вышел в финальную стадию соревнования, но в первом же раунде проиграл Стивену Хендри со счётом 7:10. В марте 2005 года Робертсон и его земляк Квинтен Ханн вышли в четвертьфинал турнира European Open на Мальте, что стало первым подобным достижением в истории рейтинговых турниров для Австралии.

### Сезон 2005/06
В течение сезона Робертсон продолжил прогрессировать и в конце него вошёл в топ-16. На чемпионате Великобритании он дошёл до четвертьфинала, где проиграл Дин Цзюньхуэю. На чемпионате мира 2006 года он также дошёл до четвертьфинала, где встретился с Грэмом Доттом. По ходу матча он проигрывал со счётом 8:12, но, выиграв четыре фрейма подряд, сравнял счёт, хотя в итоге проиграл решающий фрейм и весь матч — 12:13.

### Сезон 2006/07
Успешным в карьере Нила Робертсона стал сезон 2006/07. На Гран-при-2006 он занял первое место в своей группе, проиграв всего один матч, и вышел в четвертьфинал, где обыграл Ронни О'Салливана со счётом 5:1. Так он вышел в полуфинал, став четвёртым австралийцем, дошедшим до столь высокой стадии в рейтинговом турнире. В полуфинале он встретился с Аланом Макманусом, которого обыграл со счётом 6:2. В финале его соперником стал Джейми Коуп, которого Робертсон достаточно легко обыграл со счётом 9:5 и завоевал свой первый титул победителя рейтингового турнира.
Следующий крупный успех к нему пришёл уже довольно скоро — на турнире Welsh Open 2007. В четвертьфинале турнира он обыграл Ронни О’Салливана со счётом 5:4, в полуфинале — Стива Дэвиса со счётом 6:3. В финале Робертсон встретился с Эндрю Хиггинсоном. После первой сессии он лидировал, 6:2, затем проиграл 6 фреймов подряд, но смог собраться и в итоге выиграл матч со счётом 9:8.
В этом же году он дошёл до второго раунда чемпионата мира, где проиграл Ронни О’Салливану, 10:13.

### Сезон 2007/08
Сезон 2007/08 Робертсон начал неудачно, уже на ранней стадии выбыв из трёх первых рейтинговых турниров, а также на турнире Мастерс и Кубке Мальты. На турнире Northern Ireland Trophy он смог дойти до четвертьфинала, обыграв Джейми Коупа и Иана Маккалоха. На чемпионате мира 2008 года он дошёл до 1/8 финала, где проиграл Стивену Магуайру, 7:13.

### Сезон 2008/09
Как и в предыдущий год, начало сезона 2008/09 было для Робертсона неудачным. Однако на чемпионате Бахрейна он смог выйти в финал, где в почти шестичасовом матче обыграл Мэттью Стивенса со счётом 9:7.
Успешным для австралийца стал чемпионат мира 2009: во втором раунде финальной стадии он обыграл Алистера Картера со счётом 13:8, а в четвертьфинале одержал верх над занимавшим второе место в рейтинге снукеристов Стивеном Магуайром, 13:8. В полуфинальном поединке с Шоном Мёрфи Робертсон, уступая 7:14, смог выиграть семь фреймов подряд и сравнять счёт. Но в итоге уступил англичанину со счётом 14:17. Также он стал первым после 1982 года австралийцем, достигшим полуфинала чемпионата мира, повторив достижение Эдди Чарльтона.

### Сезон 2009/10
Открывшийся сезон Робертсон начал с победного матча Премьер-лиги, куда он был приглашён Барри Хирном как победитель одного из турниров прошлого года. Нил взял верх над новичком лиги Джаддом Трампом, 4:2, проиграв стартовый фрейм, взяв затем 4 фрейма подряд. В следующем матче был разгромлен Стивеном Хендри — 1:5. Третий свой матч, с Ронни О’Салливаном, свёл вничью — 3:3. В следующем матче Нил потерпел поражение от Джона Хиггинса, 2:4. Очередной матч в тягучей борьбе с Марко Фу Нил выиграл, 4:2. Свой последний матч Робертсон проиграл Шону Мёрфи — 2:4, и занял предпоследнее место.
Робертсон выиграл свой четвёртый рейтинговый турнир — Гран-при, убедительно переиграв в финале Дин Цзюньхуэя со счётом 9:5; таким образом, он победил во всех финалах турниров мэйн-тура, в которых участвовал. Это его второй титул победителя Гран-при. Также, сделав свой сотый сенчури-брейк, Нил вошёл в элитный «клуб 100».
На турнире China Open Робертсон сделал первый максимальный брейк в карьере.
Победив в финальном матче Грэма Дотта со счётом 18:13, Нил Робертсон завоевал титул чемпиона мира 2010 года, завершая прекрасный для себя сезон на втором месте рейтинга. Таким образом, Робертсон победил во всех пяти рейтинговых финалах, в которых участвовал. В течение сезона он сделал 42 сенчури брейка — это его личный рекорд, а также лучший результат в сезоне среди всех игроков.

### Сезон 2010/11
На Austrian Open — одном из турниров межсезонья — Робертсон сделал свой второй турнирный максимум. Но так как это турнир серии Pro-Am (профессионально-любительский), то серия не была засчитана в список официальных брейков в 147 очков.
После выхода в полуфинал турнира World Open 2010 Робертсон оказался недостижимым в рейтинг-листе после 1-го пересчёта и стал обладателем позиции № 1 официального рейтинга. Турнир Нил выиграл, сохранив за собой прошлогодний титул победителя. В своём шестом (из шести) финале он убедительно переиграл Ронни О'Салливана со счётом 5:1. К тому же, получив главный приз, Робертсон пополнил количество снукерных миллионеров.

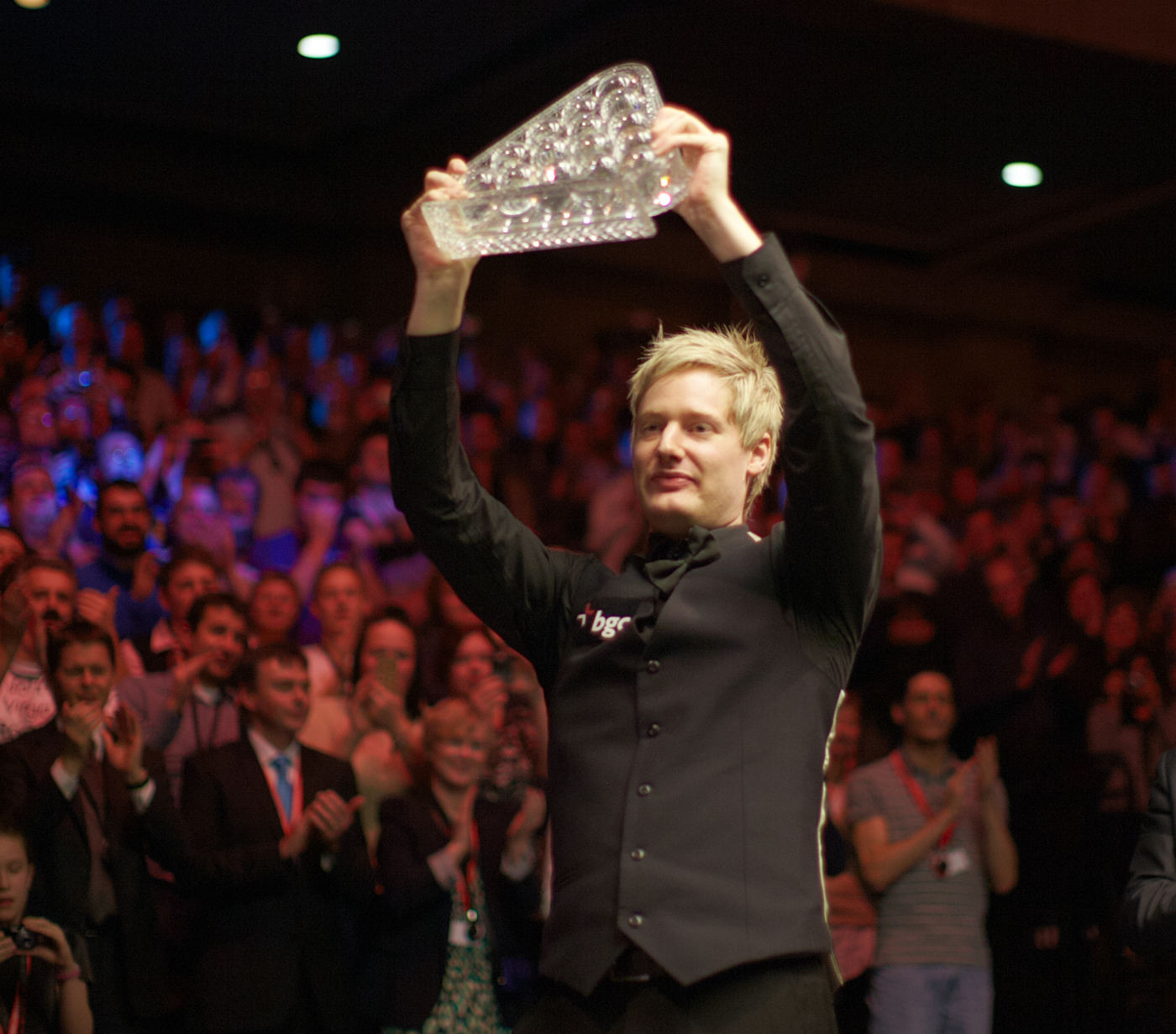
Нил Робертсон выигрывает турнир Мастерс 2012 года

На чемпионате Великобритании и Мастерс Робертсон добрался до четвертьфинала, где уступил Шону Мерфи (7:9) и Марку Аллену (4:6) соответственно. На остальных турнирах сезона, включая чемпионат мира (там Робертсон, действующий на тот момент победитель турнира, проиграл в первом же матче), он также не показал больших успехов. По итогам сезона Нил занял пятое место в официальном рейтинге.

### Сезон 2011/12
Нил неудачно начал сезон, проиграв во втором раунде домашнего турнира Australian Goldfields Open Доминику Дэйлу со счётом 4:5. Но уже на турнире Шанхай Мастерс австралиец дошёл до полуфинала, попутно обыграв действующего чемпиона мира Джона Хиггинса — 5:2, но в матче за выход в финал уступил Марку Уильямсу в решающем фрейме — 5:6.
Первые победы в сезоне пришли к Робертсону на турнирах серии Players Tour Championship. В начале октябре Нил выиграл этап № 6 в Варшаве, а уже в конце месяца обыграл Джадда Трампа в финальном матче 8-го этапа. На чемпионате Великобритании дошёл до полуфинала, где уступил будущему победителю Джадду Трампу — 7:9. В январе Нил Робертсон стал победителем пригласительного турнира Мастерс, обыграв в финале Шона Мёрфи со счётом 10-6. Благодаря успешным выступлениям в серии турниров PTC, Робертсон квалифицировался в финальный турнир серии PTC. На этом соревновании австралиец дошёл до финала, где уступил Стивену Ли со счётом 0:4.
На чемпионате мира Нил дошёл до четвертьфинала, где уступил будущему чемпиону Ронни О'Салливану в напряжённом матче — 10:13. По итогам сезона Нил занял седьмое место в мировом рейтинге.

### Сезон 2012/13
Робертсон неудачно выступил на трёх стартовых турнирах сезона, проиграв в первом круге Wuxi Classic, а на Australian Goldfields Open и Шанхай Мастерс — во втором. Но Нилу удалось вернуть свою игру, что он продемонстрировал сначала на победном этапе PTC в Гдыне, а затем на крупном рейтинговом турнире International Championship, где австралиец уступил в финале Джадду Трампу со счётом 8:10, хоть и лидировал 8:6. На чемпионате Великобритании Робертсон лидировал в матче 1/4 финала против Марка Селби 4:0, но в итоге уступил со счётом 4:6. На турнире Мастерс Нил был в шаге от защиты прошлогоднего титула, но вновь Робертсона остановил Марк Селби, выиграв финал со счётом 10:6. После этого Нил добрался до полуфиналов на German Masters и Haikou World Open, где уступил Али Картеру и Мэттью Стивенсу соответственно. Был близок к победе Робертсон на рейтинговом Гранд-финале PTC, но, лидируя в счёте 3:0, умудрился проиграть финал Дин Цзюньхуэю — 3:4.
Долгожданный успех пришёл к австралийцу на турнире China Open, где Нил взял реванш у Селби за поражение в финале Мастерса, обыграв англичанина с точно таким же счётом 10:6. Успешные выступления Нила в сезоне сделали его одним из главных претендентов на завоевания титула чемпиона мира, но уже в первом круге он проиграл Роберту Милкинсу со счётом 8:10. По итогам сезона Нил расположился на втором месте в мировом рейтинге, улучшив свою позицию на пять строчек по сравнению с предыдущем сезоном.

### Сезон 2013/14
В мае 2013 года на квалификации Wuxi Classic, играя против Мохамеда Кхайри, Робертсон сделал свой второй максимальный брейк в карьере. В финале этого турнира он обыграл Джона Хиггинса со счётом 10:7. В том же году Робертсон выиграл чемпионат Великобритании, став восьмым игроком в мире и первым не британским игроком, побеждавшим на трёх престижнейших снукерных турнирах — чемпионате мира, чемпионате Великобритании и Мастерс.
В январе 2014 года Нил Робертсон совершил 63-й сенчури брейк за сезон, побив прошлогодний рекорд Джадда Трампа в 61 серию. К началу февраля число сенчури за сезон 2013/14 возросло до 78. На турнире World Open он увеличил рекорд до 92 сенчури, но проиграл в 1/8 Марко Фу. На открытом чемпионате Китая он дошёл до финала, где проиграл Дину Цзюньхуэй со счётом 5:10.
В первых двух раундах чемпионата мира довёл число сенчури брейков за сезон до 99. В 1/8 финала он дважды пытался сделать сотый сенчури и дважды срывал серию на последнем необходимом для набора 100 очков шаре. Однако в 22-м фрейме четвертьфинала, играя против Джадда Трампа, Робертсон провёл свой сотый сенчури-брейк в сезоне и 347-й в карьере, сравняв этой серией счёт в матче до 11:11 и убедительно выиграв следующие два фрейма, необходимые для выхода в полуфинал. После этого Нил получил прозвище «The Centurion» — в дословном переводе «Центурион», но логически более уместен перевод «Сенчурист». В полуфинале Робертсон проиграл Марку Селби со счётом 15:17, но сделал ещё три сенчури, доведя их общее число до 103 за сезон, что является абсолютным рекордом, и остался лучшим сенчуристом чемпионата мира 2014 года с брейком в 140 очков. По итогам сезона Робертсон сохранил вторую строчку мирового рейтинга.

### Сезон 2014/15
Австралиец начал сезон с защиты титула на турнире Wuxi Classic, где он в финале обыграл Джо Пэрри со счётом 10:9. Следующим турниром для Нила стал Australian Goldfields Open, где он второй год подряд вышел в финал. Робертсон проиграл финал Джадду Трампу — 5:9, но благодаря успешному выступлению на турнире смог вернуть себе первую строчку в мировом рейтинге.
После этого в игре австралийца наступил определённый спад. Он проиграл в первом раунде Шанхай Мастерс валлийцу Майклу Уайту со счётом 4:5, а на International Championship в 1/16 финала проиграл ветерану Джо Свэйлу — 5:6. На первых четырёх этапах серии Players Tour Championship Нил лишь один раз дошёл до четвертьфинала, где был обыгран Стивеном Магуайром — 4:2. Достаточно неплохо Нил выступил на пригласительном турнире Champion of Champions, где дошёл до полуфинала, обыграв Али Картера и Рики Уолдена. В полуфинале проиграл Трампу. На Чемпионат Великобритании защищал свой титул, но уже на стадии 1/8 финала проиграл Грэму Дотту со счётом 5:6. Примечательно, что Нил проигрывал 5:0, но сумел перевести матч в решающий фрейм, где всё-таки потерпел поражение.
Начал 2015 год на престижном турнире Мастерс. В двух первых матчах обыграл Роберта Милкинса и Али Картера соответственно, а в полуфинале провёл один их самых ярких матчей в своей карьере, разгромив Ронни О’Салливана со счётом 6:1

## Личная жизнь
21 августа 2021 года Нил Робертсон женился на норвежке Милли Фьельдал (Mille Fjelldal). 12 мая 2010 года у них родился сын Александр, а 16 марта 2019 года — дочь Пенелопа. Робертсон придерживается веганской диеты с 2014 года.

## Победы на турнирах

### Рейтинговые турниры
- Saudi Arabia Masters 2025
- Players Championship 2022
- English Open 2021, 2024
- Tour Championship 2021, 2022
- World Grand Prix 2020, 2025
- European Masters 2020
- Scottish Open 2017
- Рига Мастерс — 2016, 2018
- Players Tour Championship 2014/2015 — Этап 6 — 2015
- Wuxi Classic 2014
- Чемпионат Великобритании — 2013, 2015, 2020
- Wuxi Classic 2013
- China Open 2013, 2019
- European Tour 2012/2013 - Этап 2 — 2012
- Players Tour Championship 2011/2012 — Этап 8 — 2011
- Players Tour Championship 2011/2012 — Этап 6 — 2011
- Чемпионат мира — 2010
- Гран-при/World Open — 2006, 2009, 2010
- Welsh Open — 2007, 2019
- Чемпионат Бахрейна — 2008

### Другие турниры
- Квалификация Мастерс — 2003
- WLBSA чемпионат мира для смешанных пар (вместе с Риан Эванс) — 2008
- Мастерс — 2012, 2022
- Champion of Champions — 2015
- Hong Kong Masters — 2017
- Champion of Champions — 2019

### Любительская карьера
- Чемпионат Океании — 2002
- IBSF чемпионат мира для игроков до 21 года — 2003

## Места в мировой табели о рангах
| Сезон                 | Место        |
| --------------------- | ------------ |
| 1998/99               | Дебют        |
| 2003/04               | Второй выход |
| 2004/05               | 68           |
| 2005/06               | 28           |
| 2006/07               | 13           |
| 2007/08               | 7            |
| 2008/09               | 10           |
| 2009/10               | 9            |
| 2010/11               | 2            |
| 2010/11. 1-й пересчёт | 1            |
| 2010/11. 2-й пересчёт | 2            |
| 2010/11. 3-й пересчёт | 3            |
| 2011/12               | 5            |
| 2011/12. 1-й пересчёт | 4            |
| 2011/12. 2-й пересчёт | 4            |
| 2011/12. 3-й пересчёт | 5            |
| 2012/13               | 7            |

## Серийность
| Season    | Centuries | CP  | Frames/Centuries | FP  | Highest Break | Frames/70’s (70/F*100 %) | Frames/50’s (50/F*100 %) | Rank |
| --------- | --------- | --- | ---------------- | --- | ------------- | ------------------------ | ------------------------ | ---- |
| 1998—1999 |           |     |                  |     |               |                          |                          | F    |
| 2000—2001 | 1         | 136 | 174              | 107 | 119           |                          |                          | F    |
| 2001—2002 | 3         | 55  | 41,67            | 46  | 139           |                          |                          | F    |
| 2003—2004 | 16        | 8   | 20,5             | 18  | 135           |                          |                          | F    |
| 2004—2005 | 16        | 8   | 20,06            | 13  | 126           |                          |                          | D-   |
| 2005—2006 | 9         | 17  | 24,33            | 23  | 123           | 6,44 (15,5 %)            | 3,84 (26 %)              | E    |
| 2006—2007 | 11        | 16  | 19,36            | 20  | 141(2)        | 5,61 (17,8 %)            | 3,28 (30,5 %)            | D+   |
| 2007—2008 | 20        | 9   | 14,05            | 6   | 142           | 6,11 (16,4 %)            | 3,56 (28,1 %)            | D+   |
| 2008—2009 | 16        | 14  | 20,69            | 23  | 129           | 5,91 (16,9 %)            | 3,21 (31,2 %)            | D    |
| 2009—2010 | 41        | 1   | 10,27            | 2   | 147           | 5,01 (20 %)              | 2,99 (33,4 %)            | B    |
| 2010—2011 | 23        | 12  | 14,57            | 9   | 137           | 5,15 (19,4 %)            | 3,05 (32,8 %)            | C    |
| 2011—2012 | 54        | 2   | 11,39            | 4   | 143           | 4,69 (21,3 %)            | 2,62 (38,2 %)            | B+   |
| 2012—2013 | 45        | 4   | 12,84            | 5   | 143           | 4,22 (23,7 %)            | 2,71 (36,9 %)            | B+   |
| 2013—2014 | 103       | 1   | 7,33             | 1   | 147           | 3,97 (25,2 %)            | 2,5 (40 %)               | U+   |
| 2014—2015 | 60        | 2   | 8,83             | 2   | 145           | 4,08 (24,5 %)            | 2,31 (43,3 %)            | U    |
| 2015—2016 | 33        | 6   | 9,58             | 2   | 147           | 4,27 (23,4 %)            | 2,61 (38,3 %)            | A    |
| 2016—2017 | 46        | 5   | 10               | 4   | 143           | 4,07 (24,6 %)            | 2,25 (44,4 %)            | U-   |
| 2017—2018 | 56        | 4   | 7,73             | 2   | 143(2)        | 3,7 (27 %)               | 2,23 (44,8 %)            | S    |
| 2018—2019 | 84        | 1   | 8,19             | 3   | 147           | 3,84 (26 %)              | 2,24 (44,6 %)            | S    |

| Обозначения** |
| Менее 35 % тура показывает подобный уровень серийности или выше (F/70’s = 5,51 — 7 \|\| F/50’s = 2,91 — 3,3).                                                                                                 |
| Менее 20 % тура показывает подобный уровень серийности или выше (F/70’s = 4,71 — 5,5 \|\| F/50’s = 2,61 — 2,9).                                                                                               |
| Менее 10 % тура показывает подобный уровень серийности или выше (F/70’s = 4 — 4,7 \|\| F/50’s = 2,36 — 2,6).                                                                                                  |
| Менее 5 % тура показывает подобный уровень серийности или выше (F/70’s = 3,71 — 3,99 \|\| F/50’s = 2,21 — 2,35).                                                                                              |
| Рекордный уровень серийности — за всю историю снукера ещё лишь 2 игрока (Ронни О’Салливан и один раз Марк Селби 3,68 в 2008—2009) показали подобный уровень (F/70’s = 3,7 и менее \|\| F/50’s = 2,2 и менее). |

Centuries — количество сотенных серий за сезон.
CP — место по количеству сотенных серий относительно других игроков.
Frames/Centuries — количество фреймов, затраченных на выполнение одной сотенной серии.
FP — место по количеству фреймов, затраченных на выполнение одной сотенной серии, относительно других игроков.
Highest Break — наивысший брейк.
Frames/70’s (70/F*100 %) — количество фреймов, затраченных на выполнение одного брейка в 70 и более очков, а также процент фреймов, проведённых с такой серией.
Frames/50’s (50/F*100 %) — количество фреймов, затраченных на выполнение одного брейка в 50 и более очков, а также процент фреймов, проведённых с такой серией.
Rank — общий уровень серийности на основании всех показателей (F , E , D, C — высокая, B — очень высокая, A — выдающаяся, U, S).
* При подсчёте места учитываются только те игроки, кто сыграл за сезон 100 фреймов и более.
** Все сравнения сделаны относительно уровня игры в снукер 2011—2019 годов.